# Музей рок- и соул-музыки
Музей рок- и соул-музыки (англ. Memphis Rock N' Soul Museum) — музыкальный музей, который рассказывает про трудную историю музыкальных пионеров, преодолевших расовые и социально-экономические препятствия, чтобы создать музыку, которая изменит культуру мира. Расположен по адресу 191 Beale Street, в городе Мемфисе (Теннесси, США).

## Коллекция
Музей предлагает посетителям посмотреть и прослушать историю музыки. Здесь есть музыка разных эпох: песни издольщиков 1930-х годов, освещение влияния Бил-стрит в 40-х, песни Sun Records (основатель Сэм Филлипс, расцвет жанра соул и лейблов Stax Records и Hi Records. Многие эти песни повлияли на движения за гражданские права и на многих музыкантов. Музей предоставляет возможность аудиогида, в котором есть 300 минут информации музея, а также 100 песен, которые были записаны в Мемфисе или недалеко от него, с 1930—1970 года. Есть возможность просмотреть 3 аудиовизуальные программы, более 30 музыкальных инструментов и 40 костюмов музыкантов в 7 галереях.

## История
Музей начал свою историю, как исследовательский проект Смитсоновского института, в честь его 150-летия. Первой экспозицией можно считать коллекцию гитар фирмой Gibson. Осенью 2004 года, музей переехал в здание Федэкс Форум.